# Herbert Baumann
Herbert Baumann (ur. 16 września 1964) – szwajcarski piłkarz, w trakcie kariery piłkarskiej grający na pozycji obrońcy.

## Kariera piłkarska

### Klub
Barberis rozpoczynał piłkarską karierę w FC Emmenbrücke, a następnie reprezentował barwy FC Littau. W 1984 roku podpisał umowę z FC Luzern, w którym spędził 14 sezonów.

### Reprezentacja
W latach 1989−1991 Baumann rozegrał 15 meczów w reprezentacji Szwajcarii − cztery w kwalifikacjach mistrzostw świata i jedenaście w spotkaniach towarzyskich.